# کندیس دالی
کندیس دالی (انگلیسی: Candice Daly؛ ۴ ژانویهٔ ۱۹۶۳ – ۱۴ دسامبر ۲۰۰۴) یک هنرپیشه اهل ایالات متحده آمریکا بود. وی بین سال‌های ۱۹۸۴ تا ۱۹۹۸ میلادی فعالیت می‌کرد. او در اواخر دههٔ ۱۹۸۰ و اوایل دههٔ ۱۹۹۰ میلادی ستارهٔ تعدادی از فیلم‌های کلاس B و فیلم‌های متفرقه مانند پس از مرگ (۱۹۸۸) و مایع رؤیاها (۱۹۹۱) بود. او در تاریخ ۱۴ دسامبر ۲۰۰۴ در آپارتمان خود واقع در لس آنجلس مرده پیدا شد و دلیل مرگ وی نامعلوم است.